# Svjetski skijaški kup 2011.
Sezona Svjetskog skijaškog kupa 2011. godine počela je 23. listopada 2010. u Söldenu, a završila 19. ožujka 2011. u Lenzerheidenu. Svjetski skijaški kup 2015.
Skijaši su odvozili 36 utrka (9 spustova, 6 super-veleslaloma, 6 veleslaloma, 10 slaloma, 4 kombinacije i 1 paralelni slalom). Najviše bodova (1356) osvojio je Hrvat Ivica Kostelić.
Skijašice su odvozile 32 utrke (8 spustova, 6 super-veleslaloma, 6 veleslaloma, 9 slaloma, 2 kombinacije i 1 paralelni slalom). Najviše bodova (1728) osvojila je Maria Riesch iz Njemačke sa samo 3 boda prednosti ispred drugoplasirane Amerikanke Lindsey Vonn (1728).

### Ukupni pobjednici
|           | Ukupno         | Slalom         | Spust        | Super-G      | Veleslalom          | Kombinacija    |
| --------- | -------------- | -------------- | ------------ | ------------ | ------------------- | -------------- |
| Skijaši   | Ivica Kostelić | Ivica Kostelić | Didier Cuche | Didier Cuche | Ted Ligety          | Ivica Kostelić |
| Skijašice | Maria Riesch   | Marlies Schild | Lindsey Vonn | Lindsey Vonn | Viktoria Rebensburg | Lindsey Vonn   |

## Svjetski kup

### Skijaši
| Mjesto | Ime                 | Država    | Bodovi |
| ------ | ------------------- | --------- | ------ |
| 01     | Ivica Kostelić      | Hrvatska  | 1356   |
| 02     | Didier Cuche        | Švicarska | 956    |
| 03     | Carlo Janka         | Švicarska | 793    |
| 04     | Aksel Lund Svindal  | Norveška  | 789    |
| 05     | Michael Walchhofer  | Austrija  | 727    |
| 06     | Silvan Zurbriggen   | Švicarska | 723    |
| 07     | Romed Baumann       | Austrija  | 703    |
| 08     | Christof Innerhofer | Italija   | 644    |
| 09     | Ted Ligety          | SAD       | 610    |
| 010    | Klaus Kröll         | Austrija  | 579    |

#### Slalom
| Plasman | Ime                  | Država    | Bodovi |
| ------- | -------------------- | --------- | ------ |
| 1.      | Ivica Kostelić       | Hrvatska  | 478    |
| 2.      | Jean-Baptiste Grange | Francuska | 442    |
| 3.      | Andre Myhrer         | Švedska   | 423    |

#### Spust
| Plasman | Ime                | Država    | Bodovi |
| ------- | ------------------ | --------- | ------ |
| 1.      | Didier Cuche       | Švicarska | 510    |
| 2.      | Michael Walchhofer | Austrija  | 498    |
| 3.      | Klaus Kroll        | Austrija  | 411    |

#### Veleslalom
| Plasman | Ime                | Država    | Bodovi |
| ------- | ------------------ | --------- | ------ |
| 1.      | Ted Ligety         | SAD       | 383    |
| 2.      | Aksel Lund Svindal | Norveška  | 306    |
| 3.      | Cyprien Richard    | Francuska | 303    |

#### Super-veleslalom
| Plasman | Ime                | Država    | Bodovi |
| ------- | ------------------ | --------- | ------ |
| 1.      | Didier Cuche       | Švicarska | 291    |
| 2.      | Georg Streitberger | Austrija  | 227    |
| 3.      | Ivica Kostelić     | Hrvatska  | 223    |

#### Super kombinacija
| Plasman | Ime                 | Država   | Bodovi |
| ------- | ------------------- | -------- | ------ |
| 1.      | Ivica Kostelić      | Hrvatska | 345    |
| 2.      | Christof Innerhofer | Italija  | 219    |
| 3.      | Kjetil Jansrud      | Norveška | 145    |

### Skijašice
| Mjesto | Ime                 | Država    | Bodovi |
| ------ | ------------------- | --------- | ------ |
| 01     | Maria Riesch        | Njemačka  | 1728   |
| 02     | Lindsey Vonn        | SAD       | 1725   |
| 03     | Tina Maze           | Slovenija | 1139   |
| 04     | Elisabeth Görgl     | Austrija  | 992    |
| 05     | Julia Mancuso       | SAD       | 976    |
| 06     | Marlies Schild      | Austrija  | 756    |
| 07     | Tanja Poutiainen    | Finska    | 751    |
| 08     | Anja Pärson         | Švedska   | 656    |
| 0      | Viktoria Rebensburg | Njemačka  | 656    |
| 010    | Lara Gut            | Švicarska | 589    |

#### Slalom
| Plasman | Ime              | Država   | Bodovi |
| ------- | ---------------- | -------- | ------ |
| 1.      | Marlies Schild   | Austrija | 680    |
| 2.      | Tanja Poutiainen | Finska   | 511    |
| 3.      | Maria Riesch     | Njemačka | 470    |

#### Spust
| Plasman | Ime           | Država   | Bodovi |
| ------- | ------------- | -------- | ------ |
| 1.      | Lindsey Vonn  | SAD      | 650    |
| 2.      | Maria Riesch  | Njemačka | 457    |
| 3.      | Julia Mancuso | SAD      | 367    |

#### Veleslalom
| Plasman | Ime                 | Država    | Bodovi |
| ------- | ------------------- | --------- | ------ |
| 1.      | Viktoria Rebensburg | Njemačka  | 435    |
| 2.      | Tessa Worley        | Francuska | 358    |
| 3.      | Tanja Poutiainen    | Finska    | 240    |

#### Super-veleslalom
| Plasman | Ime           | Država   | Bodovi |
| ------- | ------------- | -------- | ------ |
| 1.      | Lindsey Vonn  | SAD      | 560    |
| 2.      | Maria Riesch  | Njemačka | 389    |
| 3.      | Julia Mancuso | SAD      | 315    |

#### Super kombinacija
| Plasman | Ime          | Država    | Bodovi |
| ------- | ------------ | --------- | ------ |
| 1.      | Lindsey Vonn | SAD       | 220    |
| 2.      | Tina Maze    | Slovenija | 212    |
| 3.      | Maria Riesch | Njemačka  | 205    |